# Apamea benesignata
Apamea benesignata là một loài bướm đêm trong họ Noctuidae.